# Ambienti calcarei d'alta quota attorno al Lago Tsan
Ambienti calcarei d'alta quota attorno al Lago Tsan este o arie protejată (arie specială de conservare — SAC, sit de importanță comunitară — SCI) din Italia întinsă pe o suprafață de 453 ha, integral pe uscat.

## Localizare
Centrul sitului Ambienti calcarei d'alta quota attorno al Lago Tsan este situat la coordonatele 45°51′21″N 7°32′17″E / 45.85591°N 7.538174°E.

## Înființare
Situl Ambienti calcarei d'alta quota attorno al Lago Tsan a fost declarat sit de importanță comunitară în iulie 2001 pentru a proteja 6 specii de animale. Situl a fost protejat și ca arie specială de conservare în februarie 2013.

## Biodiversitate
Situată în ecoregiunea alpină, aria protejată conține 13 habitate naturale: Formațiuni ierboase bogate în specii de Nardus, dezvoltate pe substraturi silicioase în zone montane (și în zone submontane, în Europa continentală), Râuri de munte și vegetația erbacee de pe malurile acestora, Pajiști alpine și boreale, Grohotișuri calcaroase și de șisturi calcaroase de la nivelul montan până la nivelul alpin (Thlaspietea rotundifolii), Grohotișuri silicioase de la nivelul montan până la nivelul zăpezii (Androsacetalia alpinae și Galeopsietalia ladani), Izvoare petrifiante cu formare de travertin (Cratoneurion), Formațiuni pioniere alpine de Caricion bicoloris-atrofuscae, Roci stâncoase cu vegetație pionieră de Sedo-Scleranthion sau Sedo albi-Veronicion dillenii, Lespezi calcaroase, Pante stâncoase silicioase cu vegetație casmofită, Pajiști boreale și alpine pe substrat silicios, Pajiști alpine și subalpine calcaroase, Pante stâncoase calcaroase cu vegetație casmofită.
La baza desemnării sitului se află mai multe specii protejate de  păsări (6): potârnichea de stâncă (Alectoris graeca saxatilis), acvilă de munte (Aquila chrysaetos), buha (Bubo bubo), zăgan (Gypaetus barbatus), Lagopus muta helvetica, Pyrrhocorax pyrrhocorax
Pe lângă speciile protejate, pe teritoriul sitului au mai fost identificate 8 specii de plante, 5 specii de mamifere.